# Winteraceae
Winteraceae су фамилија скривеносеменица која обухвата 120 врста дрвећа и жбунова, укључених у 5 родова.